# Швейцер-Зидлер, Генрих
Генрих Швейцер-Зидлер (12 сентября 1815, Эльг, Цюрих — 31 марта 1894, Цюрих) — швейцарский филолог и педагог.

## Биография
С 1835 по 1838 год изучал богословие и сравнительное языкознание в Цюрихском университете, в 1838 году учился в Берлине, после чего вернулся в Цюрих, где в 1841 году габилитировался, после чего до 1889 года преподавал в Цюрихском университете: сначала в звании приват-доцента, с 1849 года был экстраординарным и с 1864 года ординарным профессором санскрита и сравнительного языкознания. Параллельно преподавал языки в кантональной школе Цюриха и высшей школе для девочек в этом же городе.
Одним из лучших способов понимания духовного развития людей считал язык. В первый семестр предметом своих лекций он объявил санскрит, знакомство с которым путём публичных чтений неоднократно старался распространить и среди цюрихского образованного общества. Им были написаны следующие труды по данному языку: «Blicke in die Gotterwelt der Veda Inder» (1857); «Die Bedeutung der indischen Studien» (1861); «Eine Lection auf dem Felde vergleichender Sprachforschung» (1871). Параллельно с санскритом читал грамматику готского и древненемецкого языков, изредка — также и древнецерковнославянского. Почти каждый год читал курс по «Германии» Тацита, результатом чего стало издание им этого сочинения (5-е издание, 1889 год; кроме того, в 1877 году он переработал издание «Германии» Орелли). Стремился популяризировать и эти курсы, написав по ним статью «Ueber einige Hauptseiten des altgermanischen Privatlebens» (1852). В области классической древности он также обращал главное внимание на изучение языка, при этом особенно стремился построить греческую и латинскую грамматику на данных сравнительного языкознания и перенести эти данные и в среднюю школу. Этому направлению были посвящены следующие его работы: «Elementar- u. Formenlehre der Lateinischen Sprache für Schulen» (1869; 2-е издание, переработанное, 1888); «Die neuesten Ergebnisse der vergl. Sprachforschung in Beziehung auf d. Griechische» (1857), «Ein Wort über die Anwendung der Resultate der Sprachvergleichung beim lat. Elementarunterricht» (1858), «Die formale Bildung durch die antiken klassischen Sprachen» (1868). Был последовательным сторонником правовой эмансипации женщин и всеми мерами содействовал тому, чтобы они получали одинаковое с мужчинами образование (этому вопросу посвящена его работа «Lat. Unterricht an der Höheren Tochterschule», 1877).